# Área de Preservação Ecológica Mata do Estado
A Área de Preservação Ecológica Mata do Estado, ou simplesmente Mata do Estado, é uma área de preservação ecológica brasileira situada à margem esquerda da BR 230, no município de Cabedelo, estado da Paraíba. Com 56 hectares, apresenta cobertura vegetal de Mata Atlântica de restinga e sua gestão está a cargo da administração do Porto de Cabedelo, embora se encontre em processo de transferência para a prefeitura desta cidade.
A Mata do Estado está separada de uma extensa área de manguezal às margens do Rio Paraíba apenas pela Rua Ana Alves de Figueiredo, o que pode dar margens à construção de um futuro corredor ecológico entre as duas reservas.